# 中国塔

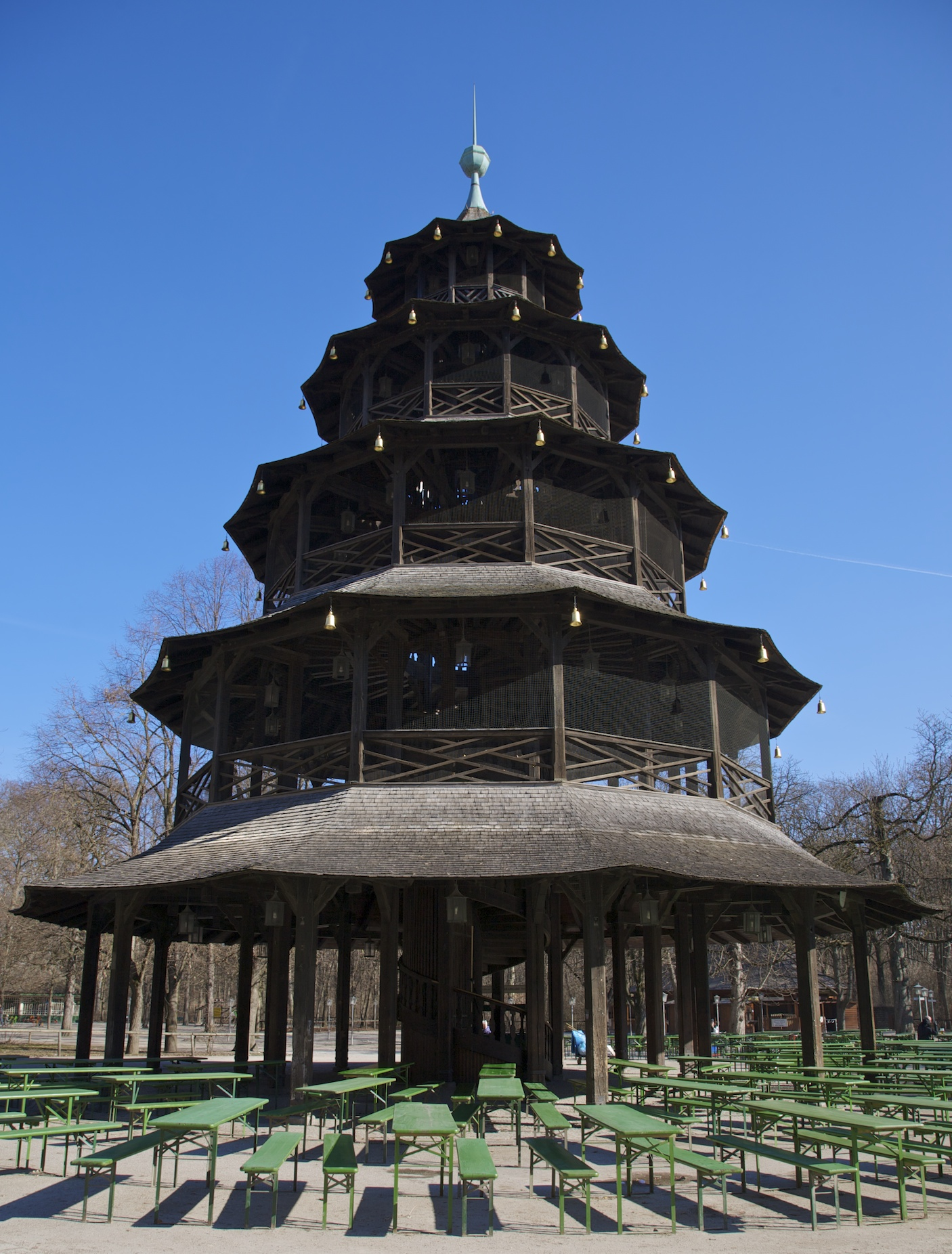
中国塔

中国塔（Chinesische Turm，也作Chinaturm）是一座25米高的木质塔楼，位于德國慕尼黑英国公园。中国塔建于1789年至1790年之间，於英国公园在1792年开放之际作为登高景观塔。。